# Mahsum Korkmaz
Mahsum Korkmaz (Deckname Agit, kurdisch Egîd) (* 1956 im Landkreis Silvan; † 28. März 1986) war ein ranghoher Kommandeur der PKK und wird von ihr als Märtyrer verehrt.

## Leben
Mahsum Korkmaz wurde im Landkreis Silvan der Provinz Diyarbakir geboren. Im Jahre 1970 ließ sich seine Familie in Batman nieder. In den 1970er Jahren schloss er sich den sogenannten Apocu (Anhänger von Apo, i.e. Abdullah Öcalan), einer Vorgängerorganisation der PKK, an. Im Jahre 1980 erhielt er eine militärische Ausbildung im Libanon. Vor dem eigentlichen Auftakt des bewaffneten Kampfes der PKK am 15. August 1984 wurde er zum Mitglied des Zentralkomitees der PKK gewählt und übernahm eine Führungsrolle bei der Planung und Durchführung des Überfalls der PKK in der Kleinstadt Eruh. Eine wichtige Kaderschule der PKK trägt seinen Namen.

## Tod
Am 28. März 1986 wurde Mahsum Korkmaz bei einem nächtlichen Marsch erschossen. Seitdem ist er eine Ikone der PKK und wird als Märtyrer verehrt. Die PKK bezeichnet ihn als „legendärer Kommandant des kurdischen Volkes“. Zu den Umständen seines Todes existieren widersprüchliche Berichte. Die PKK würdigte seinen Tod mit den folgenden Worten:
„Am 28. März 1986 schloss er sich infolge eines verräterischen Komplotts der Karawane der Unsterblichen an. Er hinterließ nicht Furcht oder Sorge, nein furchtbare Entschlossenheit und Siegeswillen.“
Şemdin Sakık (Deckname Parmaksız Zeki) beschreibt den Tod als Folge einer PKK-internen Abrechnung und betrachtet Abdullah Öcalan als Drahtziehers der Ermordung Korkmaz’. Sakık, ein ehemaliger ranghoher Kommandeur der PKK, beschreibt die Umstände des Todes von Mahsum Korkmaz in seinem im Gefängnis verfassten Buch APO folgendermaßen:
„Unter Führung von Mahsum Korkmaz wurden wir in Form einer 25-köpfigen Gruppe zum Berg Gabar geschickt. [...] Am 28. März 1986, mussten wir nächtens einen Marsch unternehmen, um Brot aufzutreiben. Dabei gerieten wir in einen Hinterhalt der Sicherheitskräfte. Außer einer leichten Verletzung eines Genossen kam keiner von uns zu Schaden, aber Mahsum Korkmaz, das Musterbeispiel der apoistischen Persönlichkeit, wurde von einer einzigen Kugel in die Stirn getroffen und starb. Wir diskutierten untereinander darüber, wie Mahsum erschossen worden sein könnte und kehrten [später] zum Ort des Geschehens zurück. Wir kamen zu dem Ergebnis, dass er durch die Kugel von einem von uns erschossen wurde und zweifelten nicht daran, dass es sich dabei um Feyzi Aslan (Selim) handelte. Seine Pistole hatte er am Tatort zurückgelassen und vor dem Ereignis hatte er einen heftigen Disput mit Mahsum Korkmaz, der fast in eine tätliche Auseinandersetzung ausgeartet war. Wir schrieben Berichte für Apo. Man hinderte uns aber daran, die Sache weiter zu verfolgen. Später belohnte Apo Feyzi, trotz all dieser Ereignisse.“
Abdullah Öcalan erklärte, beim Tod von Mahsum Korkmaz hätten Seilschaften innerhalb der PKK ihre Finger im Spiel gehabt. Er sei jedenfalls nicht von Soldaten erschossen worden.